# Sweet Cane
Sweet Cane (Suites and Other Pedagogical Prompts) ist ein Jazzalbum von Bill Lowe und des Signifyin’ Natives Ensemble. Die am 12. und 13. November 2021 teils live, teils im Studio des Veranstaltungsorts Firehouse 12, New Haven (Connecticut) entstandenen Aufnahmen erschienen am 10. Juni 2023 auf dem Label Mandorla.

## Hintergrund
Bill Lowe’s Ensemble Signifyin' Natives besteht aus Bill Lowe (Tuba, Bassposaune), Hafez Modirzadeh (Saxophone), Taylor Ho Bynum (Kornett), Kevin Harris (Piano), Ken Filiano (Bass), Luther Gray (Schlagzeug) und Naledi Masilo (Gesang).
Signifyin' Natives ist ein fortlaufendes Projekt mit rotierendem Personal unter der Leitung von Bill Lowe. Die Band trat in mehreren interdisziplinären Produktionen auf, darunter in Ed Bullins‘ Street Sounds und mit Lowes eigener Adaption von CANE. Diese Neuauflage des Ensembles, das 2021 anlässlich von Bill Lowes 75. Geburtstag auf Tournee ging und die Aufnahmen machte, vereint neue und alte Mitarbeiter aus Lowes langer Karriere. Obwohl zwischen vielen einzelnen Musikern eine jahrzehntelange Geschichte und Zusammenarbeit besteht, war dies die erste Tournee des gesamten Ensembles.
Mehrere Kompositionen auf der Aufnahme umfassen die „Cane Suite“, die von „Cane“ inspiriert wurde, einem experimentellen Roman des Harlem-Renaissance-Autors Jean Toomer, der 1923 veröffentlicht wurde.
Lowe, zu dessen langjähriger akademischer Laufbahn die vielen Jahre zählen, die er an der Northeastern University verbrachte, sagt, dass er das Buch häufig seinen Studenten zur Lektüre nahegelegt habe. „Es geht um Angst, so wie es in anderen Romanen um Wind und/oder Wasser geht. In „Cane“ geht es um die Art und Weise, wie Menschen im Süden [gemeint sind die Südstaaten] auf Angst reagieren.“
Bill Lowes Signifyin' Natives-Tour wurde ermöglicht durch die Unterstützung von Jazz Road, einer nationalen Initiative von South Arts, die von der Doris Duke Foundation mit zusätzlicher Unterstützung der Andrew W. Mellon Foundation finanziert wurde.

## Titelliste

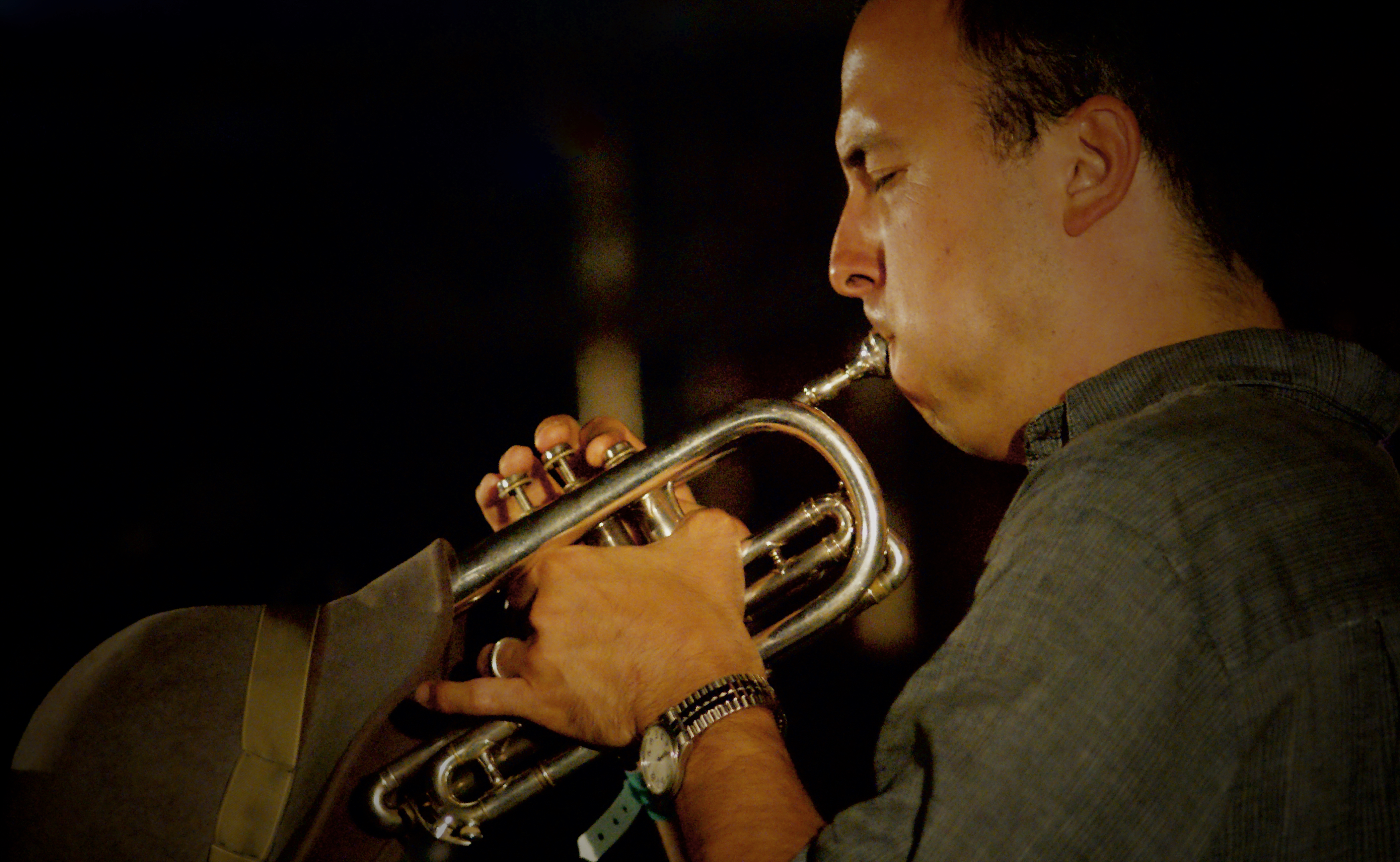
Taylor Ho Bynum mit dem Tyshawn Sorey Quartet, NSJ Rotterdam 2011

- Bill Lowe & Signifyin' Natives: Sweet Cane (Mandorla=)

1. Mischief 5:43
2. Us (Signifyin' Natives) 4:57
3. Spring Thing (Bill Barron) 5:55
4. New Love (Bill Barron, Janice Jarrett) 9:44
5. Simone (Frank Foster) 12:25
6. Us (live) (Signifyin' Natives) 10:14
7. Karintha 7:37
8. Nullo 5:06
9. Evening Song 7:27
10. Mischief (reprise) 2:45

Wenn nicht anders vermerkt, stammen die Kompositionen von Bill Lowe. Der Text der Stücke 7–9 stammt von Jean Toomer.

## Rezeption
Mit 77 Jahren bekomme der Bostoner Jazz-Star Bill Lowe endlich die Anerkennung als ein führender Vertreter der dortigen Jazzszene, schrieb der Boston Globe zur Vorstellung des Albums. „Sweet Cane“ biete jede Menge freie Improvisation, aber Lowe und sein Signifyin‘ Natives Ensemble würden auch kräftig swingen.